# Jack Lipsham
Jack Lipsham (Chester, Inglaterra, 1881 - primero de enero de 1959) fue un futbolista inglés. Jugó para el Liverpool en la English Football League, si bien la mayor parte de su carrera se desarrolló en el Chester fuera de la liga. Jugó más de 300 partidos para este club.

## Carrera
Jack fue uno de cuatro hermanos que jugaron para su equipo local, el club Chester . Su hermano mayor Bert sería elegido por la Selección de fútbol de Inglaterra. Ingresó como puntero izquierdo al comienzo de la temporada 1903-04, tiempo por el que su hermano Tommy estaría entrando en la posición derecha. En 1906 se unió al Liverpool en la English Football League, pero luego de sus tres apariciones en un período de un año regresó al Chester y los ayudó a ganar la Copa de Gales en 1908.
Lipsham permanición en el Chester hasta el final de la temporada 1912-13, cuando se cambió al rival local, el Wrexham. La transferencia disgustó a los directores del Chester, quienes se sintieron decepcionados luego de haber declarado el partido local contra el Hyde dos meses antes a beneficio de Lipsham y Billy Matthews, partido que significó £82-10s para el dúo. Sin embargo, regresó al Chester antes de la temporada 1919-20, donde jugó otros dos años para después retirarse.